# Akaganeit
Akaganeit ist ein selten vorkommendes Mineral aus der Mineralklasse der „Oxide und Hydroxide“. Es kristallisiert im monoklinen Kristallsystem mit der idealisierten Zusammensetzung β–Fe3+O(OH,Cl), ist also chemisch gesehen ein Eisen(III)-oxidhydroxid mit Eisen in der Modifikation β–Fe. Die in den runden Klammern angegebenen Formelteile Hydroxidion und Chlor können sich in der Formel jeweils gegenseitig vertreten (Substitution, Diadochie), stehen jedoch immer im selben Mengenverhältnis zu den anderen Bestandteilen des Minerals.
Akaganeit entwickelt nur mikroskopisch kleine, spindelförmige Kristalle bis etwa fünf Mikrometer Länge mit diamant- bis metallähnlichem Glanz, die oft in büscheligen Mineral-Aggregaten angeordnet sind. Im Allgemeinen findet er sich aber in Form feinkörniger bis massiger Aggregate und erdig-matter, pulvriger Überzüge. Die Kristalle selbst sind durchsichtig bis durchscheinend, auch wenn Aggregatformen eher undurchsichtig wirken. Die Farbe des Minerals variiert zwischen gelblichbraun und rostbraun, seine Strichfarbe dagegen immer gelblichbraun.

## Etymologie und Geschichte
Das Mineral wurde erstmals durch M. Nambu von der Sendai Universität im Kupferbergwerk „Akagane“ nahe Esashi in der Präfektur Iwate auf der japanischen Insel Honshū entdeckt. Die Analyse und Erstbeschreibung erfolgte durch A. L. Mackay, der das Mineral nach dessen Typlokalität benannte.
Mackay sandte seiner Untersuchungsergebnisse und den gewählten Namen 1962 zur Prüfung an die International Mineralogical Association (interne Eingangsnummer der IMA: 1962-004), die den Akaganeit als eigenständige Mineralart anerkannte. Die Publikation der Erstbeschreibung folgte im November des gleichen Jahres im Fachmagazin Mineralogical Magazine. Die seit 2021 ebenfalls von der IMA/CNMNC anerkannte Kurzbezeichnung (auch Mineral-Symbol) von Akaganeit lautet „Akg“.
Das Typmaterial des Minerals wird im Nationalmuseum der Naturwissenschaften (englisch National Science Museum, NSM) im Tokioer Bezirk Shinjuku, Japan aufbewahrt. Der Datenbank des Nationalmuseums zufolge befinden sich derzeit zwei Proben mit den Sammlungsnummern 32265 und 39834 in Japan und eine mit der Sammlungsnummer 17399 in den Vereinigten Staaten von Amerika (Stand 2023).

## Klassifikation
Bereits in der veralteten 8. Auflage der Mineralsystematik nach Strunz gehörte der Akaganeit zur Mineralklasse der „Oxide und Hydroxide“ und dort zur Abteilung „Hydroxide“, wo er als einziges Mitglied die Gruppe „Akaganeit“ mit der Systemnummer IV/F.04b bildete.
Im zuletzt 2018 überarbeiteten „Lapis-Mineralienverzeichnis“, das sich im Aufbau noch nach der alten Form der Systematik von Karl Hugo Strunz richtet, erhielt das Mineral die System- und Mineralnummer IV/F.06-050. In der „Lapis-Systematik“ entspricht dies der Abteilung „Hydroxide und oxidische Hydrate (wasserhaltige Oxide mit Schichtstruktur)“, wo Akaganeit zusammen mit Böhmit, Diaspor, Feitknechtit, Feroxyhyt, Goethit, Groutit, Lepidokrokit, Manganit, Schwertmannit und Tsumgallit eine unbenannte Gruppe mit der Systemnummer IV/F.06 bildet.
Die von der IMA zuletzt 2009 aktualisierte 9. Auflage der Strunz’schen Mineralsystematik ordnet den Akaganeit dagegen in die Abteilung Oxide mit dem Stoffmengenverhältnis „Metall : Sauerstoff = 1 : 2 und vergleichbare“ ein. Diese ist allerdings weiter unterteilt nach der relativen Größe der beteiligten Kationen und der Kristallstruktur, so dass das Mineral entsprechend seiner Zusammensetzung und seinem Aufbau in der Unterabteilung „Mit großen (± mittelgroßen) Kationen; Tunnelstrukturen“ zu finden ist, wo es zusammen mit Coronadit, Henrymeyerit, Hollandit, Manjiroit, Mannardit, Priderit und Redledgeit die „Hollanditgruppe“ mit der Systemnummer 4.DK.05 bildet.
In der vorwiegend im englischen Sprachraum gebräuchlichen Systematik der Minerale nach Dana hat Akaganeit die System- und Mineralnummer 06.01.06.01. Dies entspricht ebenfalls der Klasse der „Oxide und Hydroxide“ und dort der Abteilung „Hydroxide und hydroxyhaltige Oxide“. Hier findet er sich innerhalb der Unterabteilung „Hydroxide und hydroxyhaltige Oxide mit der Formel: X3+OOH“ als einziges Mitglied in einer unbenannten Gruppe mit der Systemnummer 06.01.06.

## Kristallstruktur

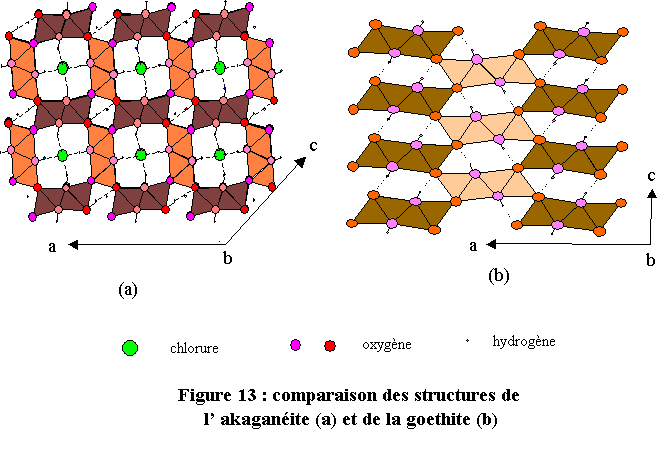
Kristallstruktur von Akaganeit (links) im Vergleich zu Goethit (rechts)

Akaganeit kristallisiert monoklin in der Raumgruppe I2/m (Raumgruppen-Nr. 12, Stellung 3) mit den Gitterparametern a = 10,60 Å; b = 3,03 Å; c = 10,51 Å und β = 90,2° sowie eine Formeleinheit pro Elementarzelle.

## Bildung und Fundorte

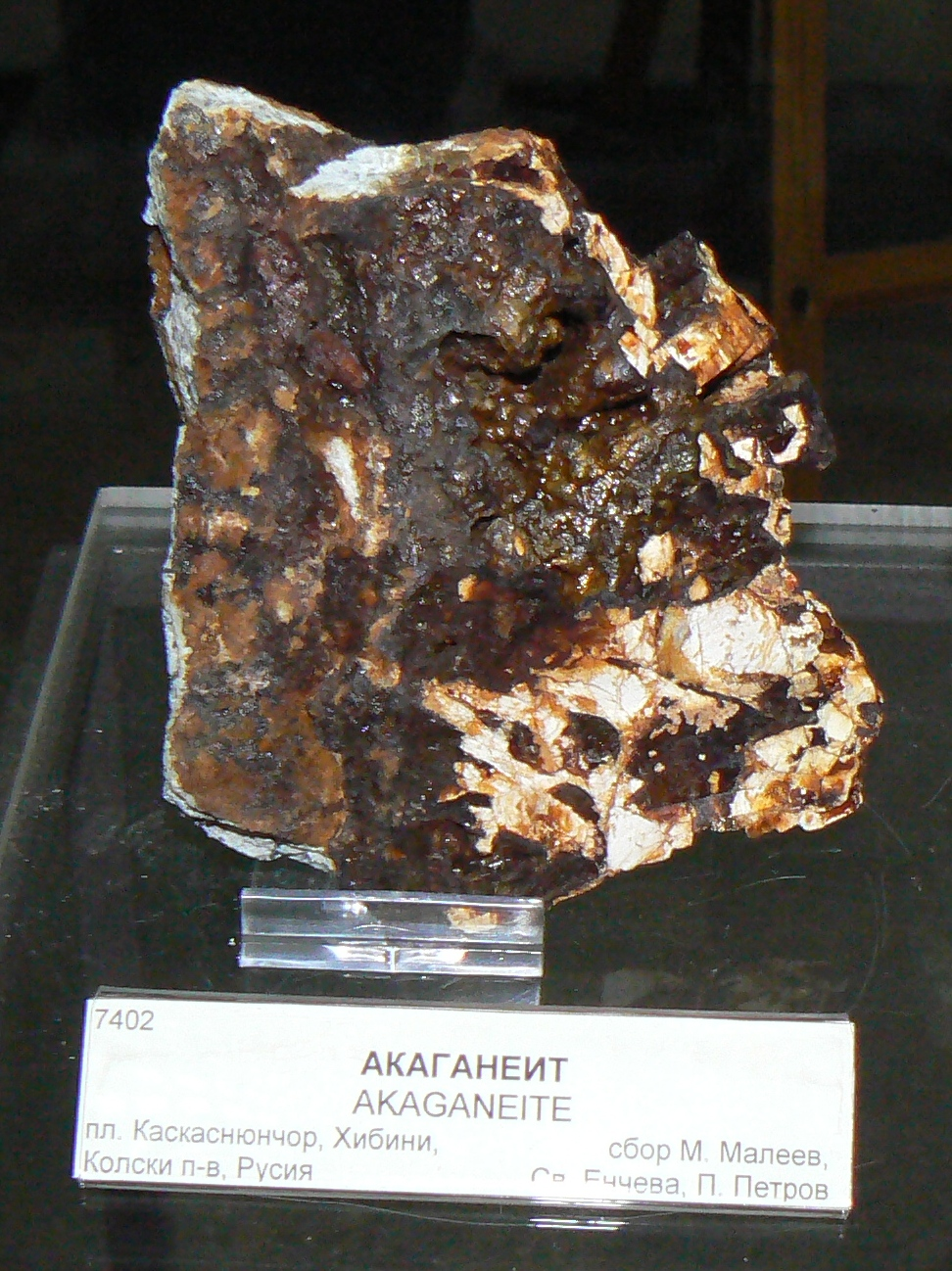
Akaganeit vom Kaskasnjuntschorr (Каскаснюнчорр), Chibinen, Kola, Russland

Akaganeit bildet sich durch Verwitterung aus Pyrrhotin in der Oxidationszone von Limonit-Lagerstätten und ist ein wichtiger Bestandteil in manchen Böden und geothermischen Solen. Auch in Erzknollen im Meeresboden sowie als Korrosionsprodukt in einigen Meteoriten kann Akaganeit entstehen. Als Begleitmineral kann neben Pyrrhotin unter anderem noch Hibbingit auftreten.
Als seltene Mineralbildung konnte Akaganeit nur an wenigen Fundorten nachgewiesen werden, wobei weltweit bisher rund 60 Fundorte dokumentiert sind (Stand 2023). Seine Typlokalität, das Kupferbergwerk „Akagane“, ist dabei der bisher einzige bekannte Fundort in Japan.
In Deutschland kennt man das Mineral bisher nur aus der Grube Clara bei Oberwolfach in Baden-Württemberg, den Schlackenhalden der Ochsenhütte und Herzog-Julius-Hütte im niedersächsischen Landkreis Goslar, Genna Zinkhütte bei Letmathe in Nordrhein-Westfalen und dem Schacht 366 der Lagerstätte Schneeberg/Schlema/Alberoda in Sachsen.
Des Weiteren wurde Akaganeit im „Campo del Cielo“-Meteorit in Argentinien, dem nahe São Francisco do Sul im brasilianischen Bundesstaat Santa Catarina entdeckten „Santa Catarina-Meteorit“, im Nantan-Meteorit im chinesischen Autonomen Gebiet Guangxi, im Dronino-Meteorit in Russland, im Muonionalusta-Meteorit in der schwedischen Gemeinde Pajala gefunden.
Weitere bekannte Fundorte sind unter anderem Visé-Richelle in Belgien, die „Strathcona Mine“ bei Levack in der kanadischen Provinz Ontario, die antiken Schlackenhalden bei Lavrio in der griechischen Region Attika, die Schlackenhalden bei Campiglia Marittima und Piombino in Italien, das Bergwerk „Las Ánimas“ bei La Mur im Municipio Trincheras in Mexiko, auf Whakaari / White Island in Neuseeland, der Kaskasnjuntschorr in den Chibinen auf der russischen Halbinsel Kola und das Aldanhochland in Sibirien, Zlatá Baňa in der Slowakei, die Eisenerz-Lagerstätte „Kerchenskoe“ nahe Kertsch auf der Halbinsel Krim in der Ukraine, die „Gravel Hill Mine“ nahe St Agnes (Cornwall) im Vereinigten Königreich sowie mehrere Orte in verschiedenen Bundesstaaten der USA.
Auch in Gesteinsproben vom Mittelatlantischen Rücken und vom Roten Meer (Tiefenbohrung Atlantis II) sowie außerhalb der Erde vom Mond in den von der Apollo 16- und Luna 24-Mission mitgebrachten Gesteinsproben konnte Akaganeit nachgewiesen werden.